# Aktivstall
Mit dem Begriff Aktivstall (analog: Bewegungsstall) wird eine Haltungsform für Pferde bezeichnet, die 2000/2001 entwickelt wurde. Dabei leben mehrere Pferde in einer Herde zusammen und können sich auf einer eingezäunten Fläche frei bewegen. Das Hauptkriterium eines Aktiv-/Bewegungsstalls ist zum einen die Trennung der Funktionsbereiche (Fressen, Ruhen, spielen etc.) und zum anderen der Einsatz von (Fütterungs-)technik, wie zum Beispiel zeitgesteuerte Raufen oder Stationen zur individuellen Fütterung von Kraft-, Mineral- und/oder Raufutter, oft kombiniert mit Selektionsmöglichkeiten. So können die Pferde aktiv zur Bewegung angeregt sowie individuell versorgt werden.

## Gegebenheiten
Wichtiges Element in einem Aktivstall (im Gegensatz zum normalen Laufstall) ist die automatische Fütterung. Alle Pferde tragen ein Halsband mit einem Transponder oder haben diesen als Injektat unter die Haut gespritzt bekommen. In speziellen Futterstationen werden die Pferde von einem Computer erkannt und bekommen ihr Futter individuell zugeteilt. Dabei ist es dann möglich, das Futter in kleinen Portionen auf den gesamten Tag zu verteilen. Auf diese Art kann sowohl das Kraft- als auch das Raufutter den Pferden zugeteilt werden.

## Zwecke
Wenn nun alle Funktionsbereiche der Pferde, wie Liegebereich, Tränke, Kraftfutterstation und Raufutterstation, räumlich möglichst weit voneinander getrennt werden, motiviert man die Pferde zu vermehrter Bewegung. Um ihre Bedürfnisse zu erfüllen, müssen die Pferde mehrfach am Tag die Futterstationen besuchen, zur Tränke gehen und den Liegebereich aufsuchen. Sie müssen somit „aktiv“ werden. Die vermehrte Bewegung, die kleinen Futterportionen sowie die eigenständige „Futterbeschaffung“ wirken sich positiv auf die Verdauungsorgane, die Sehnen und Gelenke sowie die Psyche der Pferde aus.

## Herausforderungen
Trotz vieler Vorteile birgt die Aktivstallhaltung auch Herausforderungen. So ist die Eingliederung neuer Pferde oft problematisch und führt zu Rangordnungskämpfen. Das Verletzungsrisiko ist durch die Gruppenhaltung erhöht. Auf der Seite der Betreiber schrecken die hohen Investitionskosten und die benötigte Fläche oft kleinere Betriebe ab. Zudem ist auch eine ständige Wartung der Technik notwendig, um reibungslose Abläufe zu gewährleisten. Ebenfalls die soziale Dynamik in der Gruppe verlangt von den Betreibern viel Erfahrung und gutes Management. Trotz dieser Herausforderungen gibt es in der Schweiz ca. 150 Ställe, welche einen Aktivstall betreiben.

## Belege
1. ↑  Konzept Aktiv-Stall (Memento vom 19. August 2009 im Internet Archive)
2. ↑  Dr. Iris Bachmann: Haltungsmanagement. In: Agroscope – Schweizerisches Nationalgestüt (SNG), Avenches. Kavallo, 1. Februar 2015, abgerufen am 1. Mai 2025.
3. ↑  Aktivstall Verzeichnis Schweiz. Pferdestall24, abgerufen am 1. Februar 2025.